# Физико-математически факултет
Физико-математически факултет в Софийския университет е съществувал от 1889 до 1963 г., когато от него са обособени следните 2 факултета – Физически и Математически.

## История
Първоначално Физико-математическият факултет се нарича отделение на Висшето училище в София (1889 – 1894). С промените в закона за Висшето училище от 1894 година е преименуван във факултет. По онова време са избрани и първите му професори.
През 1904 година Висшето училище е преименувано в Университет.